# BlizzCon
BlizzCon é uma conveção anual realizada pela Blizzard Entertainment, para divulgar suas franquias:Warcraft, StarCraft, Diablo, Hearthstone e Overwatch. Na convenção de 2009, em que Ozzy Osbourne se apresentou, realizou-se nos dias 20 e 21 de agosto.
A sexta convenção, de 2015, foi realizada no Centro de Convenções de Anaheim, em Anaheim, Califórnia, nos dias 6 e 7 de novembro (sexta e Sábado)